# Церква Воскресіння Христового (Яглуш)
Церква Воскресіння Христового — чинна дерев'яна церква у селі Яглуш Рогатинського району Івано-Франківщини. Парафія належить до Рогатинського деканату Івано-Франківської архієпархії УГКЦ.

## Розташування
Церква розташована на краю високого горба-гряди, над селом Яглуш. Оточена старовинними листяними деревами (липами і дубами). На захід від церкви – сільський цвинтар. 

## Історія
Найдавніша згадка про церкву походить з податкових реєстрів 1578 р. Не збереглося жодних даних про перші церкви, що існували в селі. Під час відвідин села у 1739 р., візитатор застав нову, ще не завершену будівлю церкви. В акті візитації 1762 р. о. Миколи Шадурського про церкву сказано, що вона з букового дерева, триверха, побита гонтами, виставлена коштом громади у 1740 р.
Ця церква простояла до 1912 року. У цьому році зведено нову дерев’яну церкву на іншому місці, в яку перенесено весь вистрій зі старої церкви. Зачинена для богослужень у 1961 р. Віддана громаді 7 січня 1989 р. Пам'ятка архітектури місцевого значення.
Парохи, завідателі та сотрудники яглуської парохії
- 1912 – о. Михайло Петрів
- 1944 – о. Роман Лопанський
- 1950 – о. Сиротюк, о. Іван Дідух
- 1961 – церкву закрили, відкрили через 28 років
- 1989 – 1990 – о. Микола Цап
- 1990 – 1994 – о. М. Комар
- 1994 – 2001 – о. Василь  Кривень, УГКЦ
- 2001 – 2013 – о. Ігор Третяк, УГКЦ
- 2013 - о. Олег Бойко

## Архітектура
Церква дерев'яна, складається з широкої квадратної  нави, до якої зі сходу пролягає вдвічі вужчий прямокутний вівтар з двома захристіями по боках, а з заходу — рівноширокий вівтарю бабинець. Вівтар та бабинець вкриті двохлистими дахами з ліхтарями, завершеними маківками на гребені. Нава вкрита перехресними двосхилими дахами, в місці сходження гребенів яких здіймається вужчий світловий восьмерик, накритий великою цибулястою банею. Стіни церкви шальовані вертикально дошками. Піддашшя, що оббігає церкву, оперте на випусти вінців та приставлені кронштейни. Хори розташовані  при західній стіні бабинця.
Розписана церква у 1989 році після її відчинення, тоді ж встановлений чотириярусний іконостас рядової побудови.
Проста двоярусна стовпова дерев'яна дзвіниця збудована у 1989 році на північний захід від церкви, на краю схилу. Квадратова у плані, з півциркульно завершеними колосниковими прорізами у шалівці другого ярусу, відділеного від нижнього невеличким піддашшям. Вкрита дзвіниця наметовим дахом, увінчана чотирибічним світловим ліхтарем. 